# 베체르녜 노보스티

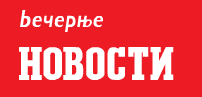

베체르녜 노보스티(세르비아어: Вечерње новости, 애칭 노보스티)는 베오그라드 지역 중심으로 발행되는 일간지이다. 1953년 트리에스테 위기 사태 때 석간 신문으로서 창간되었다. 오래지 않아 많은 부수를 자랑하는 일간 신문으로 성장하였다.
1953년 10월 16일 처음 발간되었다.  "빠르게, 간결하게, 명확하게"라는 구호 하에 저널리스트와 기고가들의 고도의 네트워크에 기반하여 여러 사건 사고와 이슈를 다루고 보도하였다.
노보스티는 전 세계 23개국에 해외 특파원들을 보내두고 있다.
2006년 2월 4일, 은퇴한 농구 선수 블레이드 디바치가 인터뷰에서, 노보스티에 투자하고 싶고, 주요 지분을 취득하고 싶다고 발언하였다. 하지만 그는 덧붙여 이 신문의 복잡한 지배구조 논쟁이 잦아들 때까지 기다리기로 했다고 발언하였다.